# IS Lyckans Soldater

Spielszene aus dem ersten Spiel nach offiziellen Fußballregeln zwischen Örgryte IS und IS Lyckans Soldater am 22. Mai 1892

IS Lyckans Soldater ist ein ehemaliger schwedischer Sportverein aus Göteborg. 

## Geschichte
Der 1883 gegründete Verein ist vor allem dafür bekannt, dass er am ersten Fußballspiel in Schweden teilnahm. Gegner war am 22. Mai 1892 Örgryte IS, die sich mit 1:0 durchsetzten. 
Aber auch andere Sportler, wie der Olympiasieger Eric Lemming, waren für den Verein aktiv. Ende des 19. Jahrhunderts stellte der Klub mehrere schwedische Leichtathletikmeister.
1900 schloss sich der Verein mit Göteborgs Velocipedklubb und Skridskosällskapet Norden zusammen, um den neuen Verein Göteborgs IF zu gründen.